# Bolesław Łukasz Taborski
Bolesław Łukasz Taborski (* 18. Oktober 1917 in Jarosław; † 18. November 2004 in Przemyśl) war römisch-katholischer Weihbischof in Przemyśl.

## Leben
Der Bischof von Przemyśl, Franciszek Barda, weihte ihn am 10. September 1939 zum Priester.
Paul VI. ernannte ihn am 31. Oktober 1963 zum Weihbischof in Przemyśl und Titularbischof von Dices. Der Bischof von Przemyśl, Franciszek Barda, weihte ihn am 2. Februar des nächsten Jahres zum Bischof; Mitkonsekratoren waren Stanisław Jakiela, Weihbischof in Przemyśl, und Wojciech Tomaka, Weihbischof in Przemyśl. 
Als Wahlspruch wählte er In veritate. Am 27. Februar 1993 nahm Papst Johannes Paul II. seinen altersbedingten Rücktritt an.